# Monocreagra conjunctiva
Monocreagra conjunctiva är en fjärilsart som beskrevs av W. Warren 1900. Monocreagra conjunctiva ingår i släktet Monocreagra och familjen tandspinnare. Inga underarter finns listade i Catalogue of Life.